# Базаревский, Халиль Мустафович
Халиль Мустафович Базаревский (25 сентября (7 октября) 1851 — ?) — генерал-лейтенант Русской императорской армии. Отец полковника А. Х. Базаревского.

## Биография
Происходил из польско-литовских татар, потомственных дворян Виленской губернии. Магометанского вероисповедания.
Общее образование получил в 1-й С.-Петербургской военной гимназии.
Службу начал 12 июля 1867 года юнкером рядового звания во 2-м военном Константиновском училище. В том же году был переведён в Михайловское артиллерийское училище.
В 1870 году выпущен подпоручиком во 2-ю батарею 26-й артиллерийской бригады. В 1871 году поручик.
С лета 1872 года в 10-й артиллерийской бригаде. В декабре 1873 года штабс-капитан.
В феврале 1876 года переведен в управление бригады казначеем. В мае того же года получил первую награду орден Св. Станислава 3-й степени, а в декабре был произведен в капитаны.
В 1880 году назначен командиром полубатареи. Через год заведующий батарейным хозяйством.
В 1881 году получил орден Св. Анны 3-й степени. С 1883 года председатель бригадного суда. В 1885 году награждён орденом Св. Станислава 2-й степени.
В 1887 году Базаревский был направлен в переменный состав Офицерской артиллерийской школы. После окончания курса школы был возвращён в свою бригаду. Занимал должности заведующего батарейным хозяйством, а затем председателя батарейного суда.
В марте 1890 года был награждён орденом Св. Анны 2-й степени и произведен в подполковники с назначением командиром 2-й батареи 10-й артиллерийской бригады.
С 1891 по осень 1895 года — исполняющий обязанности члена суда общества офицеров, затем его председатель. Вскоре за безупречную службу был награждён орденом Св. Владимира 4-й степени.
В 1895 году подполковник Базаревский был командирован в г. Лович в 1-й летучий артиллерийский парк. В сентябре 1898 года временно замещал командира дивизиона 10-й артиллерийской бригады и был избран председателем Поверочной комиссии на 1899 год.
30 декабря 1899 года Халиль Базаревский был произведен в полковники с назначением командиром 2-го дивизиона 29 артиллерийской бригады. Неоднократно исполнял обязанности командующего бригадой. В 1903 году награждён орденом Св. Владимира 3-й степени.

## Русско-японская война
В октябре 1904 года бригада Х. Базаревского выступила из Риги в составе эшелона на Дальний Восток. Через месяц перешла границу Маньчжурии и прибыла в Мукден.
С 12 по 23 января 1905 года Базаревский участвовал в перестрелках на боевых позициях у д. Сухайтайцзы, командуя 2-м дивизионом 29-й артиллерийской бригады. 24 января полковник Халиль Базаревский был назначен командиром бригады.
В январе — феврале бригада Базаревского участвовала в боевых действиях при различных населённых пунктах. 20—22 февраля бригада была назначена в стратегический резерв Главкома под Мукденом, а с 23 по 25 февраля вновь участвовала в боях у деревни Унгетунь в составе отряда начальника 1-й стрелковой бригады генерал-майора Домбровского.
С 25 февраля по 10 марта бригада Базаревского отступала «с арьергардными боями на север в составе 8-го армейского корпуса на Сипингайские позиции». В августе 1905 года он исполняющий должность начальника артиллерии 8-го армейского корпуса.
На протяжении всей войны Базаревский постоянно находился в строю и участвовал с бригадой во всех боевых действиях. Воины бригады получили многочисленные боевые награды за отличия, а сам командир в декабре 1905 года «за разновременные отличия в делах против японцев» был удостоен золотого оружия с надписью «За храбрость», а 5 января 1906 года произведен в генерал-майоры.

## Последующая карьера
После окончания войны и подписания Портсмутского мирного договора Россия начала вывод войск из Маньчжурии. В начале 1906 года в Россию был выведен штаб 8-го армейского корпуса. 29-я артиллерийская бригада покинула Маньчжурию 5 мая и через месяц прибыла в состав 20-го армейского корпуса в Ригу.
В 1906—1910 годах Базаревский несколько раз исполнял обязанности начальника артиллерии корпуса. В апреле 1910 года был командирован в Кейданы для выполнения секретного поручения. 6 декабря был удостоен ордена Св. Станислава 1-й степени.
В 1911 году генерал Базаревский временно командовал 29-й пехотной дивизией, а также исполнял обязанности инспектора артиллерии 20-го армейского корпуса. В марте-апреле был командирован в Креславль для выполнения секретного поручения.
Высочайшим приказом 28 сентября 1911 года числящийся по полевой легкой артиллерии, командир 29-й артиллерийской бригады генерал-майор Халиль Базаревский был произведён в генерал-лейтенанты, с увольнением по возрастному цензу от службы с мундиром и пенсией.

## Награды
- Орден Святого Станислава 3-й степени (1876)
- Орден Святой Анны 3-й степени (1881)
- Орден Святого Станислава 2-й степени (1885)
- Орден Святой Анны 2-й степени (1890)
- Орден Святого Владимира 4-й степени (1894)
- Орден Святого Владимира 3-й степени (1903)
- Золотое оружие «За храбрость» (1905)
- Орден Святого Станислава 1-й степени (1910)

## Семья
Был женат на дочери поручика Улана — Елизавете Осиповне. У них было шестеро детей — два сына: Александр, Степан и четыре дочери: Елена, Мария, Софья и Зинаида. Жена и дети магометанского вероисповедания.